# Христианская психология
Христианская психология (англ. Christian Psychology) представляет собой слияние теологии и психологии. Это направление психологии придерживается христианской религии и его учения об Иисусе Христе, чтобы объяснить человеческий разум и поведение. Данный термин обычно используют по отношению к протестантским христианским психотерапевтам, которые стремятся полностью принять как свои религиозные убеждения, так и свою психологическую подготовку в своей профессиональной практике.

## Международное влияние
В США, одобренные Американской психологической ассоциацией, курсы христианской психологии доступны на уровне бакалавриата и магистратуры. Курсы основаны на прикладных науках, христианской философии и христианском понимании психологии.
Христианское консультирование (англ. Christian Counseling), или библейское консультирование (англ. Biblical counseling) — это метод психотерапии, который включает в себя важность взаимоотношений человека с Богом. Христианское консультирование использует идеи христианской психологии для того, чтобы правильно понимать пациентов и лечить их. Как христианская психология, так и христианское консультирование помогают людям понять себя и с точки зрения психологии, и в глазах Бога. Эта специфическая форма консультирования включает в себя уникальные религиозные взгляды человека, чтобы создать более индивидуальную форму терапии.